# Chloé Dygert
Chloé Dygert, född den 1 januari 1997 i Brownsburg, Indiana, är en amerikansk cyklist som tävlar både på landsväg och bana.
På landsväg har hon blivit världsmästare i tempolopp 2019 och 2023. Dessförinnan blev hon även juniorvärldsmästare i tempolopp 2015.
På bana har hon blivit världsmästare i förföljelselopp 2016 (lag), 2017 (individuellt och lag), 2018 (individuellt och lag), 2020 (individuellt och lag), samt 2023 (individuellt). 
Hon tog OS-silver i lagförföljelse i samband med de olympiska tävlingarna i cykelsport 2016 i Rio de Janeiro och brons vid OS 2020 i Tokyo.